# Кимбар, Юлий Юльевич
Юлий Юльевич Кимбар (1884—1956) — советский военно-морской деятель, инженерный работник, преподаватель, командир минного сектора СККС РККФ, инженер-флагман 3-го ранга (1936).

## Биография
Родился в 1884 году в Санкт-Петербурге. Русский.
Исполняющий должность флагманского минного офицера штаба начальника 1-й бригады линейных кораблей в 1916—1918 годы. C 1919 года главный минёр Балтийского флота. Председатель минной секции НТК MC РККА. Арестован 13.3.1930. Приговор к 10-ти годам ИТЛ. Досрочно освобождён 11.2.1932. Командир минного сектора СККС РККФ в 1936 году. 
Умер в Ленинграде. Похоронен на Красненьком кладбище.

### Звания
- Мичман (1907);
- Лейтенант;
- Произведён в старшего лейтенанта за отличие (6 декабря 1915);
- Инженер-флагман 3-го ранга (15 марта 1936).[1][2]

## Публикации
- Кимбар Ю. Ю. «Минные заграждения в Балтийском море в войну 1914–1917 гг». Дело морской исторической комиссии, № 88.